# Comitatul Hayes, Nebraska
Comitatul Hayes (în engleză Hayes County) este un comitat din statul Nebraska, Statele Unite ale Americii.

## Demografie
|  | Graficele sunt indisponibile din cauza unor probleme tehnice. Mai multe informații se găsesc la Phabricator și la wiki-ul MediaWiki. |

Date: Wikidata - grafică realizată de Wikipedia
Format:Comitatul Hayes, Nebraska